# クライスラー・サンビーム
サンビーム（Sunbeam）は、クライスラー（現・ステランティス）の欧州部門であるクライスラー・ヨーロッパが開発し、クライスラー、タルボの各ブランドにおいて1977年から1981年まで販売された乗用車である。
クライスラー・ヨーロッパがPSA・プジョーシトロエンに買収された1979年以降はタルボブランドに改められた。

## 概要
イギリス国内では「スーパーミニ・カー」と呼ばれるクラスに分類される小型車であり、1977年7月に発売された。開発はクライスラーのイギリス子会社であるクライスラー・UK（旧ルーツ・グループ）にて行われ、1976年にヒルマン・インプが生産を終了して以来、空白となっていたクラスの穴埋めも目的であった。
クライスラー本体の経営不振により、短期間かつ安価での開発が求められたため、基本コンポーネントは1970年以来のヒルマン・アベンジャーからの流用でまかなわれた。このため当時のトレンドであった前輪駆動ではなく、オーソドックスな後輪駆動となった。
生産はスコットランド・グラスゴー近郊にある、旧ルーツ・グループのリンウッド工場で行われた。同時期にクライスラー・フランス（旧シムカ）から登場したホライゾンとは異なり、サンビームがシムカブランドを付けてフランスで販売されることはなかった。
その後、クライスラー・ヨーロッパがPSA・プジョーシトロエンに売却されると、旧クライスラー・ヨーロッパの車種はすべてタルボブランドに統一されることになり、1979年にタルボ・サンビームと改名した。ただし、この時点ではタルボエンブレムへの変更はなされず、1981年までクライスラーのペンタスターエンブレムが装着されていた。
モデル最末期の1981年に実施されたマイナーチェンジでは、前述のエンブレムの変更のほか、フロントマスクがヘッドライトを中心により現代的にリデザインされた。
リンウッド工場の閉鎖に伴い、1981年をもってアベンジャーとともに生産を終了し、前輪駆動車のタルボ・サンバが後継となった。総生産台数は約20万台。

## メカニズム
前述の通り基本コンポーネントの多くをアベンジャーから流用しており、シャシはアベンジャーからホイールベースを切り詰めて使用した。
外装デザインはクライスラーUKのチーフスタイリスト・ロイ・アックスが手がけ、シムカ・1307/1308やホライズンと同様、角ばったボディを持つ。同時期に登場したホライゾンとの競合を避けるため、ボディタイプは3ドアハッチバックのみとされた（ホライゾンは5ドアのみ）。
ハッチバック車ではあるものの、剛性確保の関係で後部はリアウィンドウしか開かない構造であった。
エンジンは998cc、1,295cc、1,598ccの3種類のガソリンエンジンが用意され、当初のグレード展開はベースとなるLS、装備を充実したGL、最上級グレードのGLSの3種類であった。

## バリエーション

### Ti

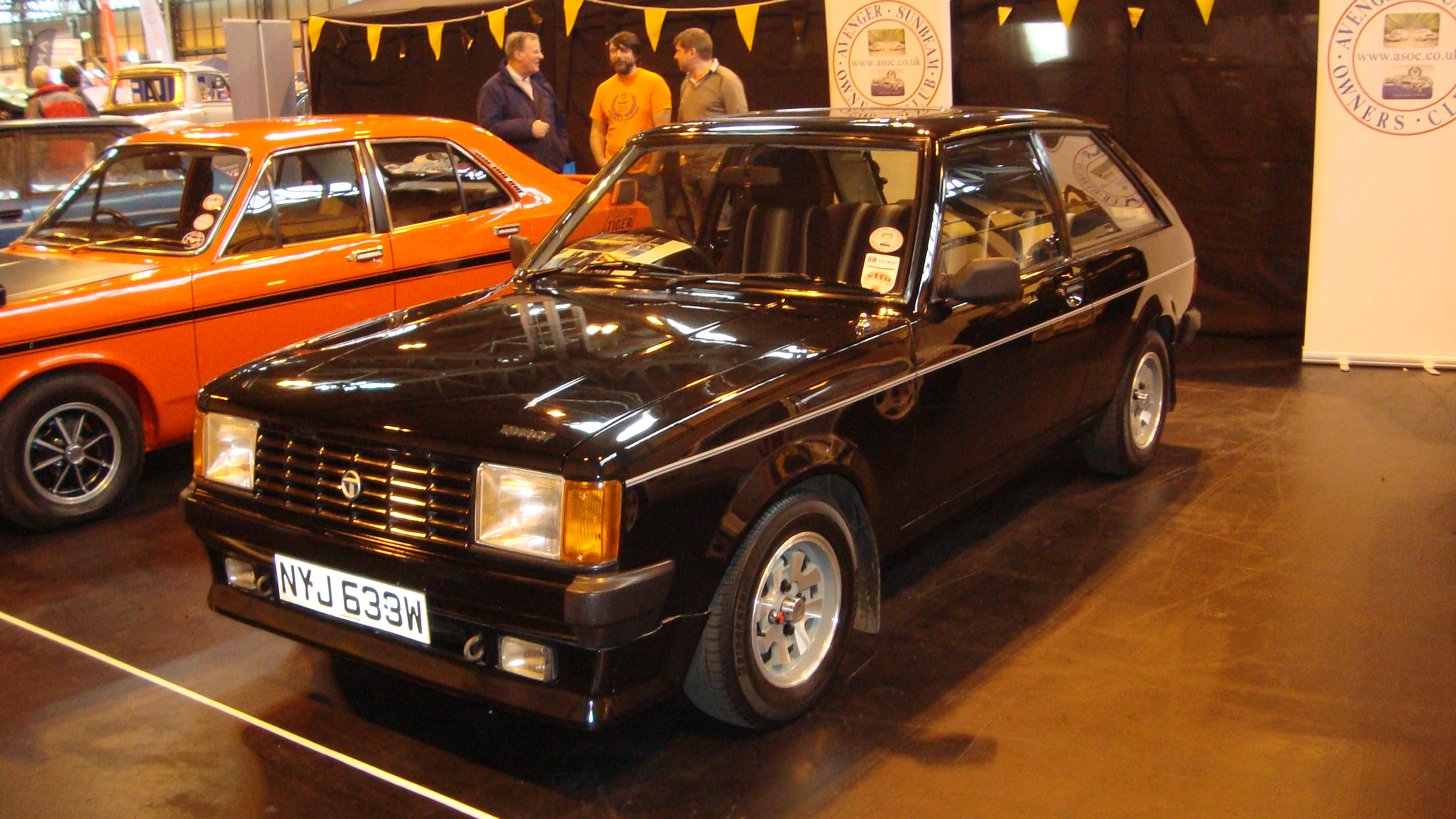
サンビーム Ti（マイナーチェンジ後）

1978年の英国国際モーターショーおよびパリモーターショーにおいて、スポーツモデル（ホットハッチ）のTiを展示。1979年6月に新車価格3,779ポンドで発売された。アベンジャー・タイガーの後継となるモデルで、1,598 ccエンジンにウェーバー製ツインキャブレターの組み合わせで最高出力101 PSを発生する。
旧態依然とした後輪駆動である点が、前輪駆動のライバルに対して大衆車としての実用性では不利に働いたサンビームであったが、スポーティ性という側面では有利に働き、愛好家やジャーナリズムから高い評価を受けた。

### サンビーム・ロータス

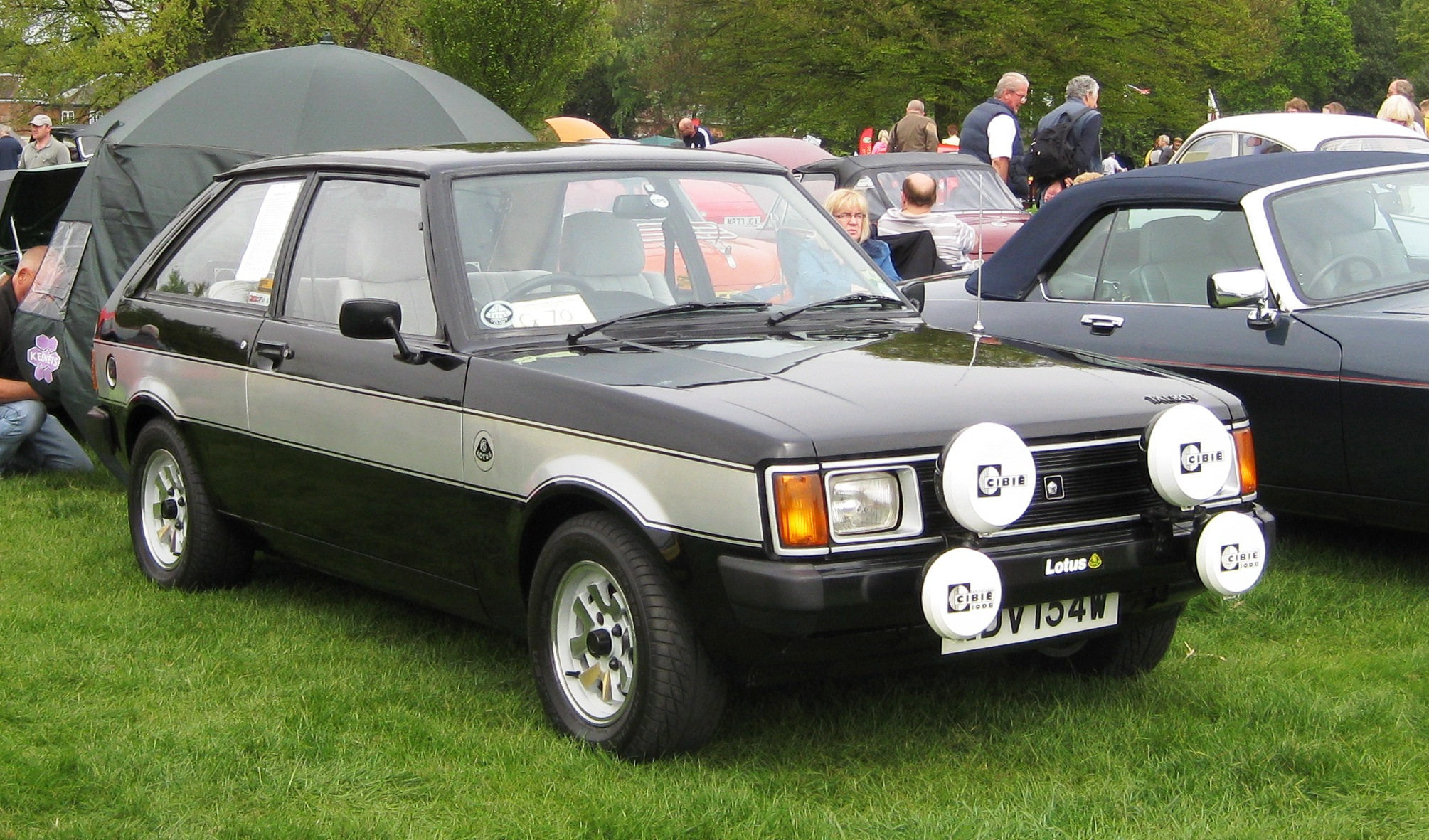
サンビーム・ロータス

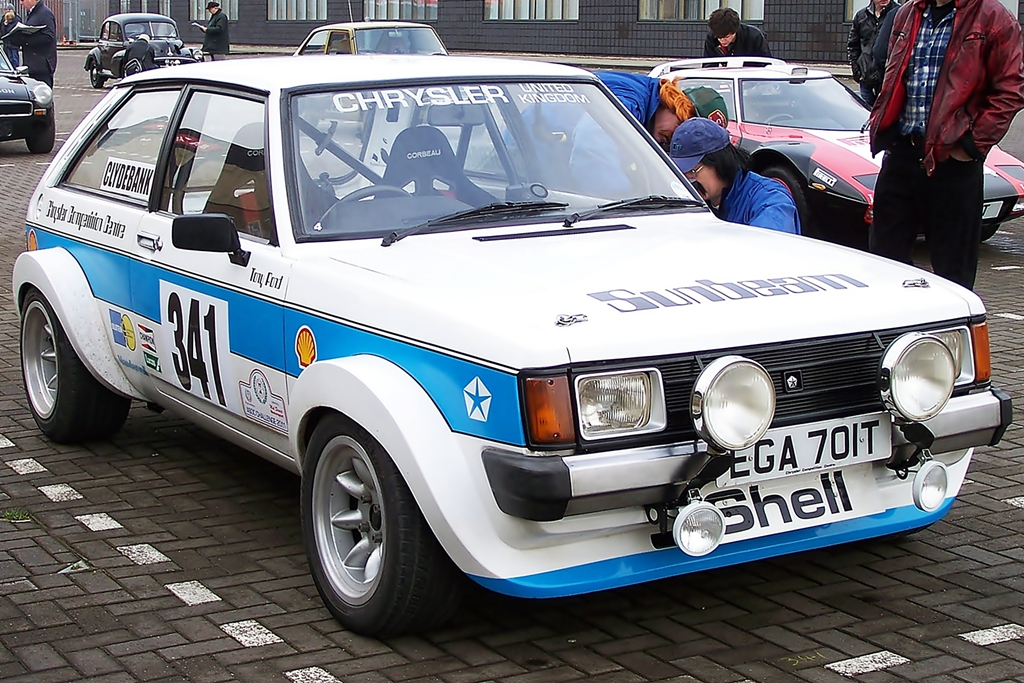
ワークスマシン

ラリーで好成績を収めていたフォード・エスコートに対抗すべく、ロータス・カーズ製の高性能エンジンを搭載したホモロゲーションモデル「サンビーム・ロータス」が1979年に発表された。
搭載される911型エンジンは排気量2,172 ccの直列4気筒DOHCで、2代目ロータス・エリートや初期のロータス・エスプリに搭載された907型エンジンをベースに、排気量を拡大したものであった。市販モデルでは最高出力152 PS / 5,750 rpm、最大トルク20.7 kgf·m / 4,500 rpmを発生し、ワークスマシンの最高出力は253 PSに達していた。トランスミッションはZF製5速MTが組み合わせられ、向上したエンジンパワーに対応すべく、サスペンションやアンチロールバーも強化されていた。
1979年4月にグループ4の認定を受け、プジョーワークスとしてヨーロッパラリー選手権（ERC）や世界ラリー選手権（WRC）に参戦。1980年にはヘンリ・トイヴォネンがサンビーム・ロータスを駆ってRACラリーでWRC初優勝を果たし、1981年にはWRCマニファクチャラーズタイトルを獲得した。
プジョーワークスは次年より施行予定のグループB規定に合わせたマシンを開発するため、1981年限りでワークス活動を休止したが、それ以降もプライベーターによる参戦は続けられた。